# Imperializm kulturowy
Imperializm kulturowy, także kolonializm kulturowy – dominacja jednej kultury nad inną, pociągająca za sobą różne formy akulturacji.
Imperializm kulturowy wiązany jest z różnymi formami dominacji politycznej lub gospodarczej , np. imperializmem, kolonializmem, czy globalizacją mediów czy kultury konsumpcyjnej .
Wskutek imperializmu kulturowego zanika autonomia kultur słabszych oraz różnorodność kulturowa. Następuje ujednolicenie (homogenizacja kulturowa). Narzucane są obce idee, normy i wartości.

## Rozwój pojęcia
Pojęcie pojawiło się w latach 60. XX w., a zaczęło być szeroko dyskutowane w latach 70., w związku z procesami dekolonizacji oraz światową rywalizacją dwóch bloków ideologicznych: zachodniego i wschodniego. Pojęcie powróciło w nowym kontekście na początku XXI w. w związku z dyskusją na temat nowej fali globalizacji gospodarczo-politycznej. Pojawiły się wtedy nowe wątki dyskusji: dominacja gospodarcza i medialna.
Pojęciem tym obejmuje się zjawiska zróżnicowane, przez co trudno o konsens co do jego definicji.
Trudności z opisem zjawiska wynikają z tego, że wzorce kulturowe zmieniają się i rozprzestrzeniają w sposób spontaniczny, np. poprzez dyfuzję kulturową i tylko część tych zmian może być określana jako imperializm kulturowy. Tym, co ma go wyróżniać od zwykłej zmiany kulturowej, jest oparcie go na dużej przewadze władzy pomiędzy kulturami (dominacja polityczna czy ekonomiczna), a szczególnie przymusowy charakter zmian i powiązanie ich z różnymi formami zinstytucjonalizowanej opresji .

## Szczegółowe dyskusje
John Tomlinson wyróżnił pięć podstawowych wątków, w ramach których prowadzi się dyskusje nad imperializmem kulturowym:
- dominacja jednej kultury nad drugą, w szczególności powiązana ze strukturami potęg imperialnych;
- imperializm medialny, dominacja kulturowa oparta na przewadze medialnej, oraz rola wzorców kulturowych przenoszonych przez globalne media;
- dyskusje nad problemami etniczności, w szczególności zagrożenia jakie niesie rozprzestrzenianie się wzorców kulturowych dla trwania kultur lokalnych (czy tubylczych);
- krytyka globalnego kapitalizmu i globalizacji. Kulturowy kapitalizm jest tu traktowany jako efekt działania mechanizmów kapitalistycznych, prowadzących do ujednolicania kultur i upowszechniania się wzorców konsumpcyjnych;
- krytyka nowoczesności. W tych dyskusjach imperializm kulturowy łączony jest z procesami modernizacji.

Pojęcie imperializmu kulturowego używane jest w szeregu dyskusji szczegółowych:
- Dyskusje dotyczące imperializmu kulturowego związanego z kolonializmem toczone są głównie na obszarze historii. Jego głównymi sprawcami była administracja kolonialna, a wprowadzany on był przez regulacje prawne, ustalające pewne formy kultury za dominujące, polityki publiczne państw promujące pewne formy kultury, kosztem innych (w szczególności politykę edukacyjną, politykę językową, promocję pewnych form religii)[1] .
- Osobno toczone są dyskusje na temat podporządkowywania i akulturacji kultur mniejszościowych w ramach państw, np. polityki amerykanizacji wobec ludności tubylczej Stanów Zjednoczonych, wiązaną z przymusową edukacją dzieci w duchu chrześcijańskim, z dominacją języka angielskiego i kultury amerykańskiej[1] . Inne przykłady obejmują np. politykę rusyfikacji i germanizacji na ziemiach polskich w XIX w.
- Dyskutowana jest rola międzynarodowych korporacji w globalnym ujednolicaniu kultur (tworzenie „kultury globalnej”). W dyskusjach tych międzynarodowe korporacje prezentowane są często jako silniejsze i prężniejsze niż rządy narodowe. Niesiona przez nie kultura konsumpcyjna i związane z nią obszary kultury (jak kultura popularna) dominowały lokalne wzorce kulturowe[5][1] . Działalność tych korporacji nie jest związana bezpośrednio z opresyjnym aparatem państwa, lecz z siłami ekonomicznymi, sieciami produkcji i przewagą ekonomiczną. Ich siła wynika z nierównowagi pomiędzy Wschodem a Zachodem, czy między rozwiniętą Północą a biednym Południem[5].
- Kolejnym tematem są uboczne skutki programów pomocowych i humanitarnych kierowanych przez państwa rozwinięte do państw rozwijających się. Programy te wiążą się często z wymaganiami dotyczącymi zmian w kulturze lokalnej, lub z promowaniem obcych wzorców kulturowych uznawanych za wartościowe (np. promowanie nauki języka angielskiego czy zachodnich instytucji). Jest przedmiotem dyskusji na ile to zjawisko jest przykładem imperializmu kulturowego[1] .
- Kolejnym tematem są formy oporu członków kultur zdominowanych przed praktykami imperializmu kulturowego. Dążą oni do obrony własnej tożsamości kulturowej i kontynuacji przekazu kulturowego, pomimo dominacji i opresyjnej władzy. Jedną z trwalszych form kultury pozwalającą zachować odrębność jest język. W przypadku dominacji politycznej, powiązanej z opresją instytucjonalną, opór wobec imperializmu kulturowego opiera się na przekazie nieoficjalnym, np. w ramach życia rodzinnego. Imperializm kulturowy zwykle dotyczy przede wszystkim życia publicznego (takiego jak zachowanie w miejscach publicznych, w instytucjach, w ramach systemu edukacji) i form publicznie widzianych (jak np. sposób ubierania się)[1] . Prywatny przekaz kulturowy może się wymykać tym formom opresji i pozwalać zachować ciągłość kultury zdominowanej. Członkowie kultur zdominowanych wykazują też dużą kreatywność w reinterpretacji i przetwarzaniu narzucanych wzorców[7].